# Arcoíris monocromo

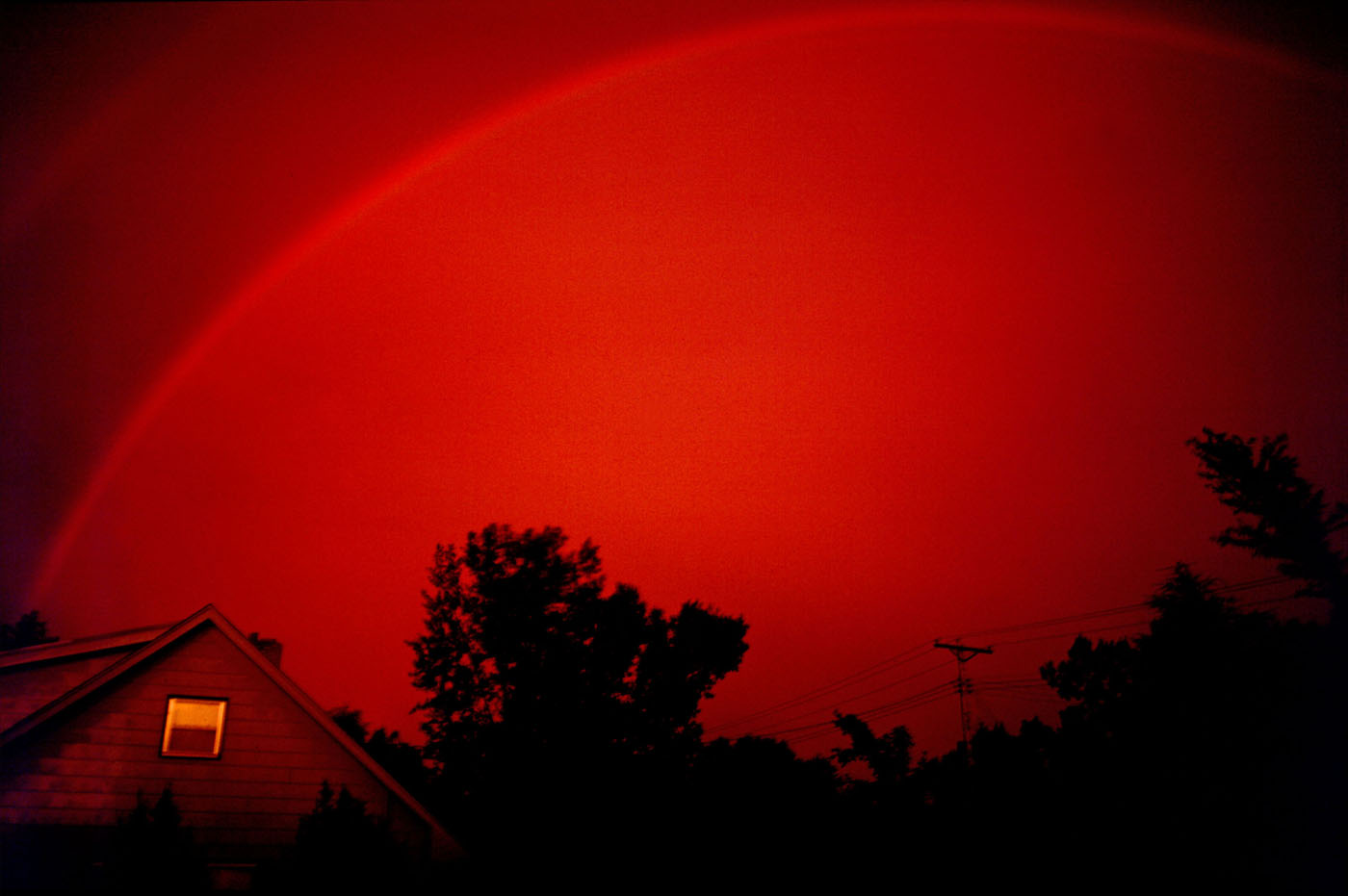
Foto sin contraste de un arcoíris rojo, tomada cerca de Minneapolis en julio de 1980.

Un arcoíris monocromático o rojo es un fenómeno óptico y meteorológico y una rara variación del arcoíris multicolor más comúnmente visto. Su proceso de formación es idéntico al de un arcoíris normal (es decir, la reflexión/refracción de la luz en las gotas de agua), la diferencia es que un arcoíris monocromático requiere que el Sol esté cerca del horizonte; es decir, cerca del amanecer o el atardecer. El ángulo bajo del sol da como resultado una distancia más larga para que su luz viaje a través de la atmósfera, lo que hace que las longitudes de onda más cortas de luz, como el azul, el verde y el amarillo, se dispersen y dejen principalmente el componente rojo. En el entorno con poca luz donde el fenómeno se forma con mayor frecuencia, un arcoíris monocromático puede tener un efecto muy dramático.

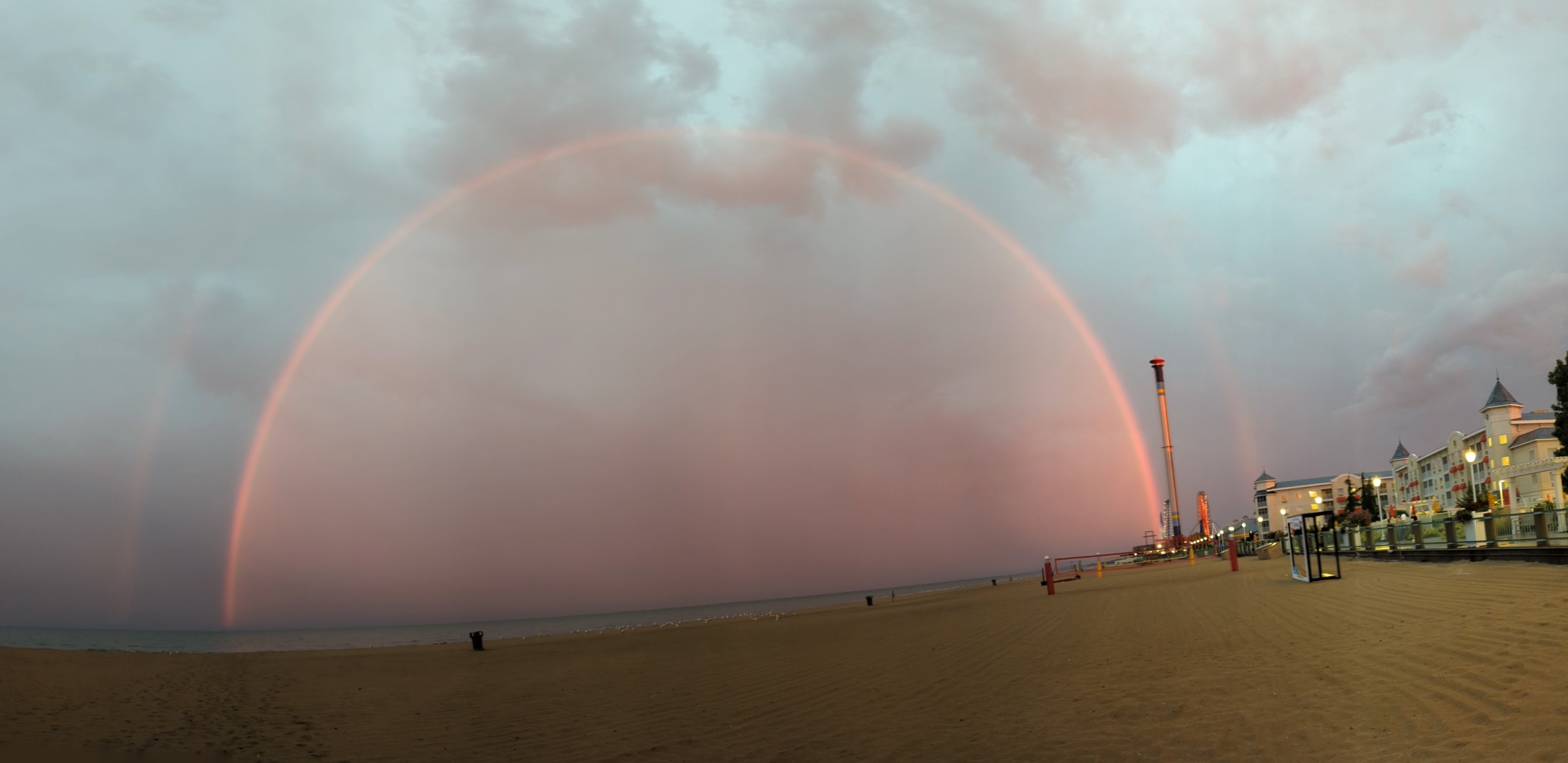
Un doble arcoíris rojo captado desde la playa de Cedar Point en Sandusky, Ohio, el 29 de agosto de 2022, al atardecer.

En julio de 1877, Silvanus P. Thompson presenció un arcoíris rojo y naranja sobre el lago de Lucerna en Suiza:
Mostraba únicamente colores rojo y naranja en lugar de su gama habitual de tonos. Se veían no menos de cinco arcos supernumerarios en el borde interior del arco principal, y estos mostraban únicamente rojo.
Y hubo algunos informes más:

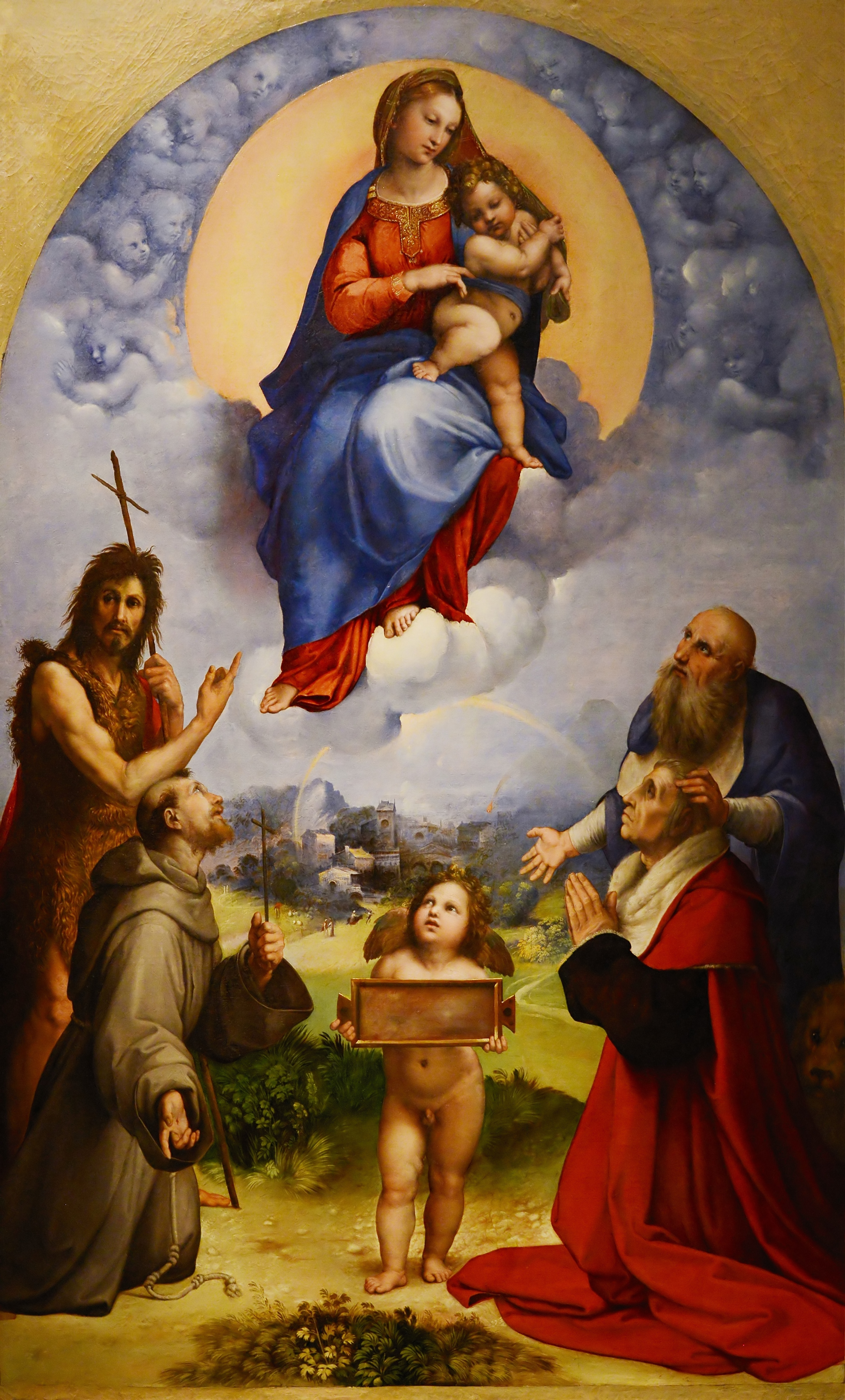
Virgen de Foligno

Al fondo de la Virgen de Foligno hay un arcoíris monocromático de color naranja.